# Геде, Карим
Карим Абдул-Джаббар Геде (нем. Karim Guédé; род. 7 января 1985 года Гамбург) — словацко-немецкий футболист, в данный момент работающий скаутом в «Фрайбурге». Выступал на позиции полузащитника.

## Клубная карьера
Геде, уроженец Гамбурга, сын тоголезской матери и французского отца. После игры за гамбургский клуб Оберлиги ФК Конкордия вон 1907 и Гамбург СВ II он перешел в словацкую Петржалку в июле 2006 года. Он дебютировал в Коргоньской лиге, проиграв Тренчину со счетом 4:0. Он начал играть в качестве опорного полузащитника в «Артмедиа», ранее играя на позиции защитника. Он выиграл сезон 2009/2010 года. Он перешел в братиславский Слован в январе 2010 года. В свой первый сезон в новом клубе он выиграл Кубок Словакии. Он выиграл свой второй словацкий чемпионат в 2010/11 годах. После пяти лет в Словакии он получил словацкое гражданство и стал возможным выбором для менеджера национальной сборной Владимира Вайса.
В мае 2018 года Геде покинул «Фрайбург» после шести сезонов в клубе.
В июне Геде присоединился к команде 2-й Бундеслиги «Зандхаузен» в качестве бесплатного трансфера, заключив годовой контракт.

## Карьера в сборной
Геде дебютировал за сборную Словакии в выездном матче победой над Австрией со счетом 2:1 10 августа 2011 года после получения словацкого гражданства. Пятью годами ранее, в 2006 году, Геде изначально входил в состав национальной сборной Того на чемпионат мира по футболу 2006 года, но так и не вышел на поле, потому что его дебюту помешала травма плеча.

## После завершения карьеры
Уйдя на пенсию в конце сезона 2018/19, Геде вернулся в СК «Фрайбург», где его наняли скаутом во Франции и Африке.

## Достижения

### Командные
«Петржалка»
- Обладатель Кубка Словакии (1):
- Чемпион Словакии: 2007/08

«Слован»
- Чемпион Словакии: 2010/11
- Обладатель Кубка Словакии (1):